# Beni Messous
Beni Messous è un comune dell'Algeria, situato nella provincia di Algeri.